# Pesche dolci
Les pesche dolci, appelés aussi peschine, pesche all'alchermes ou finte pesche all'alchermes, sont une pâtisserie aux origines incertaines, répandue dans de nombreuses régions d'Italie,,,. Le nom vient du fait que la pâtisserie rappelle la forme et la couleur d'une pêche, bien que ce fruit ne figure pas parmi parmi ses ingrédients,.

## Histoire
Bien que les origines du dessert soient incertaines, beaucoup affirment qu'après être né dans l'Apennin tosco-émilien, il se serait répandu dans les deux plaines sur les flancs de la chaîne de montagnes. Avant de prendre les connotations actuelles, les pesche étaient préparées avec d'autres liqueurs que l'Alkermès (liqueur utilisée pour aromatiser les desserts, répandue en Émilie-Romagne et produite à Florence depuis 1743) et avaient une consistance plus sèche ainsi qu'un arôme plus alcoolisé.
En Toscane, les pesche al cioccolato (au chocolat) étaient préparées par les femmes pendant la période du Carême dans l’attente de Pâques, comme la schiaccia livornese, les baci meringhe et les ciambelle.
Immédiatement après la Seconde Guerre mondiale, les agriculteurs préparent le dessert en utilisant des coquilles de noix comme moules et le fourrent avec l'amande du noyau de pêche pour souligner la ressemblance avec le fruit. Selon un dictionnaire des cuisines régionales publié en 2010, cette coutume est toujours vivace aujourd'hui.
Outre l'Apennin tosco-émilien et l'Apennin tosco-romagnol, les pesche all'alchermes sont répandus dans le sud de l'Italie. La spécialité est aussi particulièrement liée à Acquaviva Picena, dans les Marches.

## Description
Les pesche all'alchermes sont des pâtisseries constituées d'un corps moelleux de pâte sablée fourré au chocolat ou plus communément à la crème pâtissière. La couleur rosée et l'effet « peau de pêche » sont donnés par un bain d'Alkermès, puis les deux moitiés sont accouplées et délicatement panées dans du sucre semoule. Dans la tradition pâtissière, ils sont décorés d'une pointe de crème et d'une cerise rouge confite.
En Toscane, les pesche à la crème pâtissière ont une forme presque cylindrique et la taille d'une pâtisserie.
Les pesche dolci messinesi de Messine ne contiennent pas d'Alkermès et sont décorées d'une cerise et de pâte d'amande.
Une petite feuille de menthe peut être ajoutée pour reproduire la forme du fruit.